# Marmolejo
Marmolejo egy község Spanyolországban, Jaén tartományban. Marmolejo Lopera, Montoro, Andújar, Arjonilla és Arjona községekkel határos. Lakosainak száma 6507 fő (2024).

## Népesség
A település népessége az elmúlt években az alábbi módon változott:
| Lakosok száma | 7431 | 7602 | 7615 | 7595 | 7329 | 7183 | 6968 | 6812 | 6660 | 6507 |
|               | 2001 | 2004 | 2007 | 2009 | 2012 | 2014 | 2017 | 2019 | 2022 | 2024 |